# 中川直亮
中川直亮（なかがわ ちょくりょう、1880年11月27日 - 1958年12月23日）は、日本の教育者。

## 来歴
1880年（明治13年）11月27日、石川県石川郡安原村にて、中川弥三郎の長男として生まれる。1906年、広島高等師範学校を卒業。その後広島高等師範学校、福岡県師範学校で教職を務め、1917年には福岡県立京都高等女学校の校長に就任。1920年には横浜市視学、1922年には横浜市教育課長に就任した。1923年の関東大震災後は、横浜市震災記念館開設を発案、計画立案を行うとともに、小学校復興に際し避難用スロープを導入した鉄筋コンクリート造の校舎建設を進めた。1929年には横浜商業専修学校・横浜女子専修学校の校長に就任。勤労青年への補習教育に力を注いだ。戦後は、横浜地方裁判所・横浜家庭裁判所の調停委員・司法委員、横浜調停協会理事などを歴任した。
1958年（昭和33年）12月23日、交通事故により死去。享年79。